# 浙江東特別区
浙江東特別区（せっこうひがしとくべつく）は汪兆銘政権に存在した行政特別区。行政院に直属する省と同レベルの行政機関であった。

## 沿革
1942年（民国31年）5月26日、汪兆銘政権政治委員会第113次会議で浙江東特別区の設置が決定され、『浙江東行政公署暫行組織条例草案』が成立、国民党中央政府委員会に上程された。6月4日に当該条例が施行され、余姚、奉化、慈渓、象山、鎮安、鄞県の6県を管轄した。
1943年（民国32年）3月23日、政治委員会第154次会議で浙江東特別区の廃止が決定、3月30日に正式に廃止となり管轄地域は浙江省に移管された。